# Фонтанный комплекс на Манежной площади
Фонта́нный ко́мплекс на Мане́жной пло́щади — фонтанный комплекс, расположенный в Москве на Манежной площади. Включает в себя 12 фонтанов, оснащённых скульптурами, автором которых является Зураб Церетели. Комплекс был построен в 1997 году. Объём воды в сооружениях составляет 780 кубических метров. По мнению средств массовой информации, является самым посещаемым фонтанным комплексом в столице.

## Описание
Главный фонтан комплекса — «Гейзер» — расположен неподалёку от нулевого километра и «Итальянского грота». Такое название он получил благодаря гейзерной мощной струе. В фонтане есть восемь насадок, которые реагируют на уровень воды, поэтому струи поднимаются и опускаются. Каждый год 30 апреля ровно в 17:00 около «Гейзера» проходит театрализованное представление. Площадка является одним из мест, откуда мэр Москвы объявляет о начале фонтанного сезона. В бассейне установлена скульптура «Времена года» — четвёрка вздыбленных лошадей из бронзы, которые символизируют лето, осень, зиму и весну. Зачастую «Гейзер» называют по скульптуре фонтаном «Времена года» или просто «Кони». За крупами лошадей располагается фонтан «Завеса», его струи создают пешеходную арку. В 2017 году скульптурную композицию «Времена года» покрасили.
В состав комплекса входит искусственная река «Неглинка», состоящая из двух частей. Её русло начинается с фонтана «Улитка». Траектория движения воды напоминает спираль, по которой она спускается в общий бассейн. Рядом расположена скульптура «Лиса и журавль». Вдоль реки размещены и другие скульптуры: «Царевна-лягушка с Иваном-царевичем», «Царевна лебедь», «Старик с Золотой рыбкой», «Жар-птица» и «Алёнушка». В фонтане «Грот», также расположенном в русле «Неглинки», устроен водопад и находится скульптура «Русалка».
Под дном всего комплекса течёт мощная подземная река, поэтому все фонтаны имеют гидроизоляцию, поскольку построены с использованием буросекущих свай, которые держат герметизацию.
Фонтан «Часы мира» является частью стеклянного купола подземного торгового комплекса «Охотный ряд». На самом куполе изображена карта северного полушария. Он поделён на 24 отрезка с лампами, каждая из которых соответствует пяти минутам, что позволяет определить время в любом часовом поясе.
За состоянием комплекса следит трест по строительству мостов и набережных «Гормост». Перед открытием сезона специалисты делают пробный запуск фонтана, проверяют элементы системы.
На полную подготовку «Гейзера» требуется 20 дней. После завершения летнего периода фонтан промывают, форсунки и трубы очищают вручную.
- Фонтанный комплекс на Манежной площади
- Фонтан «Завеса» за крупами лошадей, 2018 год
- Фонтанная река «Неглинка», 2014 год
- Скульптуры в фонтанной реке «Неглинка», 2016 год
- Фонтан «Часы мира», 2016 год
- Скульптура «Времена года», установленная в фонтане «Гейзер», 2009 год